# Байкальский заповедник
Байка́льский госуда́рственный приро́дный биосфе́рный запове́дник учреждён постановлением СМ РСФСР от 26 сентября 1969 года № 571 на основании постановления Совета министров Бурятской АССР от 31 декабря 1968 года № 461.
Созданию заповедника предшествовала дискуссия ученых и общественных деятелей. В августе 1958 г. Иркутская конференция наметила необходимость создания режима заповедности на Байкале. Затем группа специалистов заповедного дела выступила в прессе с открытым письмом, где обосновывалась необходимость создания ряда заповедных территорий на Байкале и в его бассейне. Участники конференции предложили объявить 15-километровую зону побережья озера заповедной. В 1961 г. О. К. Гусевым и А. А. Насимовичем в развитие этих предложений была выдвинута идея организации национального парка на Байкале. С 1965 г. о необходимости признать часть Байкала государственной территорий с особым режимом вод, земель и лесов стали высказываться И. П. Герасимов и А. А. Трофимук. Однако акцент делался на то, что создание заповедника было необходимо с чисто практической цели — обеспечить ультрачистой водой высокотехнологичные химические производства, а «природные комплексы — ландшафты, расположенные в бассейне Байкала, как и сам Байкал, являлись теми сложными и тонкими системами, существование и динамика которых обеспечивает непрерывное восполнение объёма и свойств байкальской воды».
Центральная усадьба — посёлок Танхой Кабанского района Республики Бурятия.

## Географическое положение
Территория заповедника охватывает центральную водораздельную часть хребта Хамар-Дабан с высшей точкой горой Сохор (2316 м). Северный макросклон расположен вдоль южного побережья озера Байкал в пределах Кабанского района. На южном склоне граница заповедника проходит по правому берегу реки Темник на территории Джидинского и Селенгинского районов.

## Цель создания

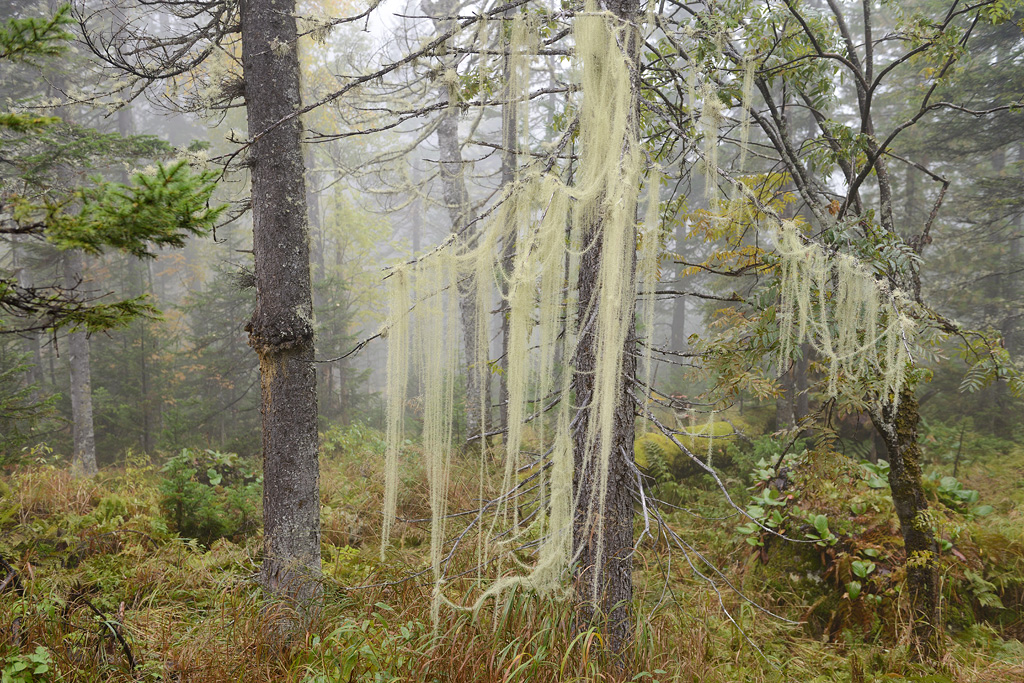
Уснея в Байкальском заповеднике

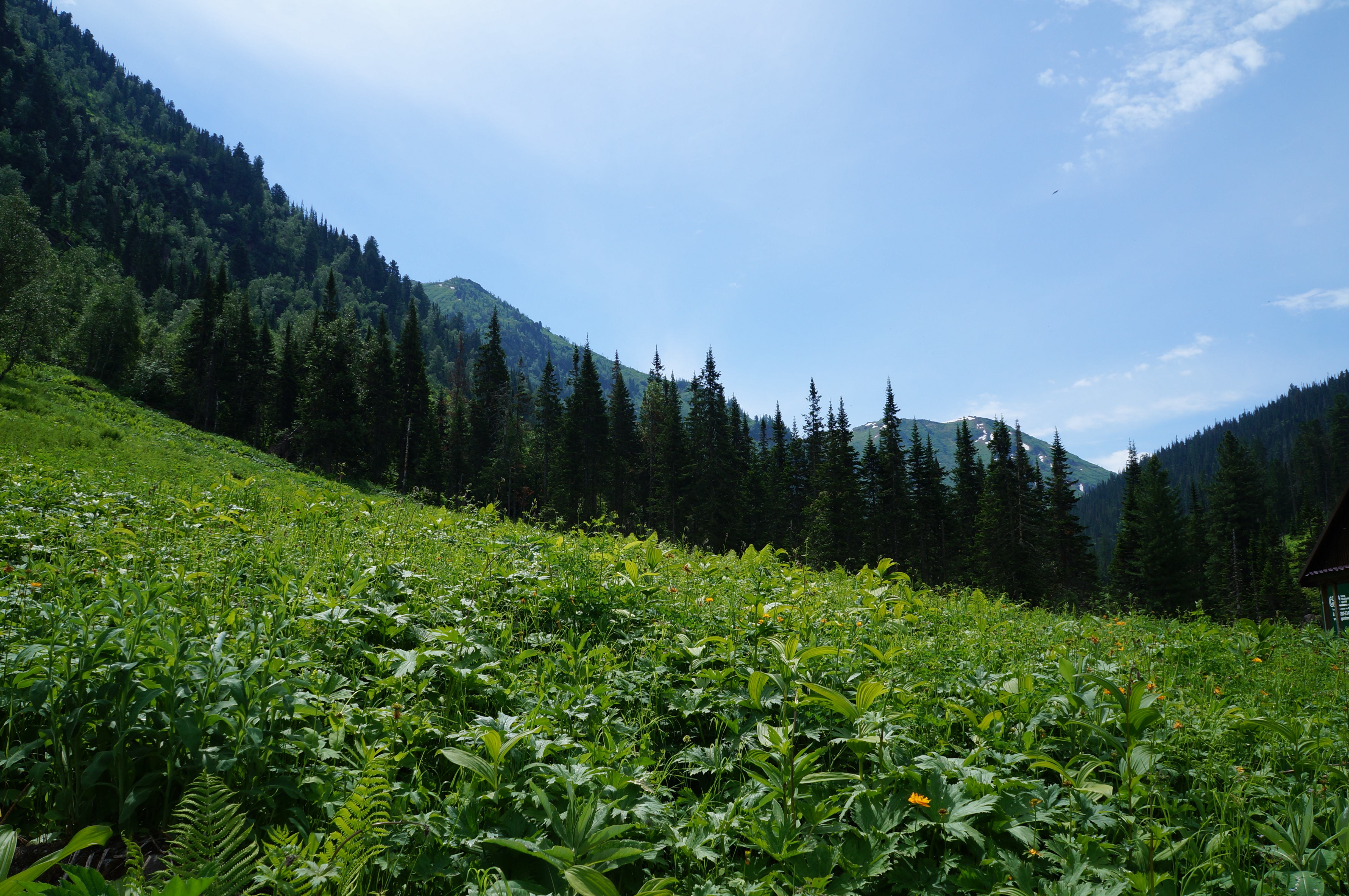
Хамар-Дабан, Альпийские луга

Заповедник изначально проектировался как комплексный экосистемный и стал вторым в «цепочке» ООПТ, охватывающих к настоящему моменту практически всё побережье Байкала. Создание заповедника послужило ответом экологов СССР на начало строительства печально известного Байкальского ЦБК. Одной из важнейших задач заповедника является охрана ненарушенных кедровых лесов. В настоящее время заповедник служит эталонной территорией для оценки воздействия аэропромвыбросов промышленности Южной Сибири на лесные экосистемы.
Площадь — 165 724 га с учётом изменений, внесенных распоряжением СМ РСФСР от 20 июня 1973 года № 366-р. Количество кластеров — 1.

## Подчинённые территории и охранная зона
Заповедник окружает полоса охранной зоны шириной от 0,5 до 4 километров общей площадью 34 788 га (образована Постановлением Совета Министров Бурятской АССР № 435 от 3 декабря 1976 года).
В 1985 году под юрисдикцию заповедника была передана территория федерального заказника «Кабанский» (12 100 га) в дельте Селенги.
С 3 марта 2011 года под юрисдикцию заповедника была передана территория федерального заказника «Алтачейский» (78 373 га) в Селенгинском среднегорье.

## Конвенции
С 1994 года заказник «Кабанский» отнесён к водно-болотным угодьям международного значения (дельта Селенги, Рамсарская конвенция). В 1986 году заповедник был включен в международную сеть биосферных резерватов. С 1996 года территория заповедника и заказника входит в состав участка Всемирного природного наследия «Озеро Байкал».

## Экопросвещение и туризм

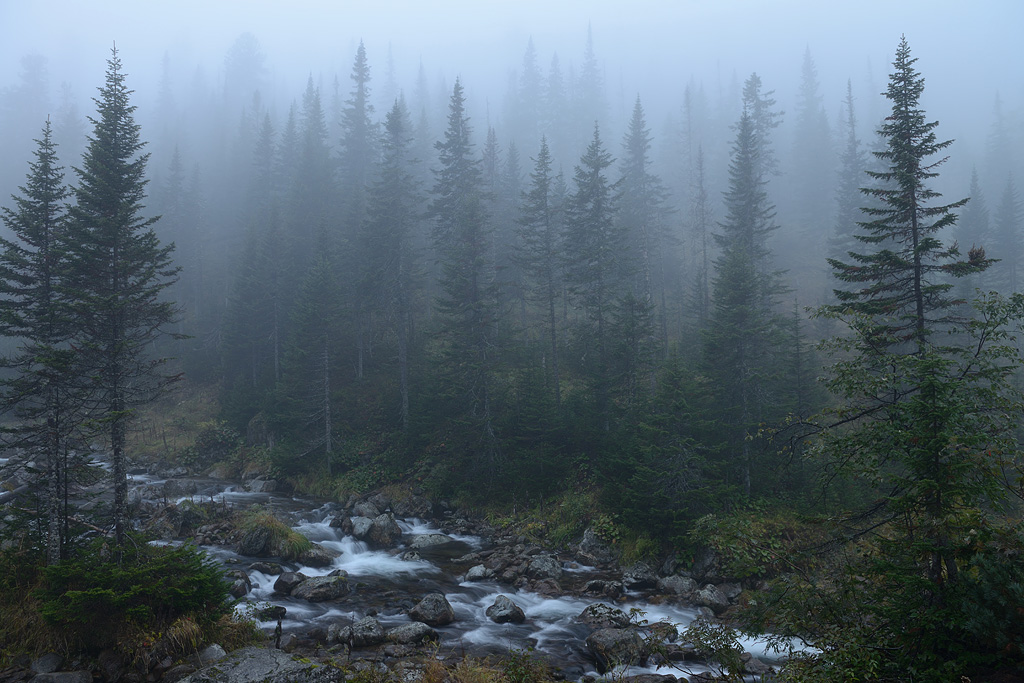
Речка Осиновка в заповеднике

При заповеднике имеется Музей Природы, основанный в 1971 году. В нём наиболее полно представлена орнитологическая коллекция — 104 экспоната. Экспозиция музея постоянно пополняется. Так, в апреле 2019 года появился новый экспонат — чучело детеныша нерпы, погибшего в результате преступных действий человека.
На территории заповедника создан этногородок. Также разработан ряд экскурсий и обустроены особые экологические тропы.
Продвижение туристических групп по южной границе заповедника запрещено в соответствии с законом о заповедниках (в старых изданиях 1950-х и начала 1960-х гг., вышедших до организации заповедника, содержится множество упоминаний о категорийных туристских маршрутах по этой территории)

## Флора и фауна
В заповеднике произрастает более 1150 видов высших сосудистых растений (по данным на 2021 г.), лесами занято около 70 % территории. Многие из них редкие, эндемичные и реликтовые виды. В Красную книгу Бурятии (2013) занесено 49 видов и 14 — в Красную книгу РФ. Млекопитающих насчитывается 52 вида, 251 вид составляют птицы, земноводных и пресмыкающихся — 6, рыб — 12.
Наиболее охраняемые виды животныхвыдра, кабан, косуля, лось, бурый медведь, соболь, глухарь, чёрный коршун, кукша, тундряная куропатка, хохлатый осоед, дальневосточная квакша, остромордая лягушка, ленок, таймень, хариус, живородящая ящерица.
Охраняемые растениярябчик дагана, костенец саянский, калипсо луковичная, венерин башмачок крупноцветковый, неоттианта клобучковая, ветреница байкальская (Арсеньевия), родиола розовая (Золотой корень), сверция байкальская, рапонтикум сафлоровидный (стеммаканта сафлоровидная, большеголовник сафлоровидный, Маралий корень), тридактилина Кирилова, ятрышник шлемоносный.

## Галерея

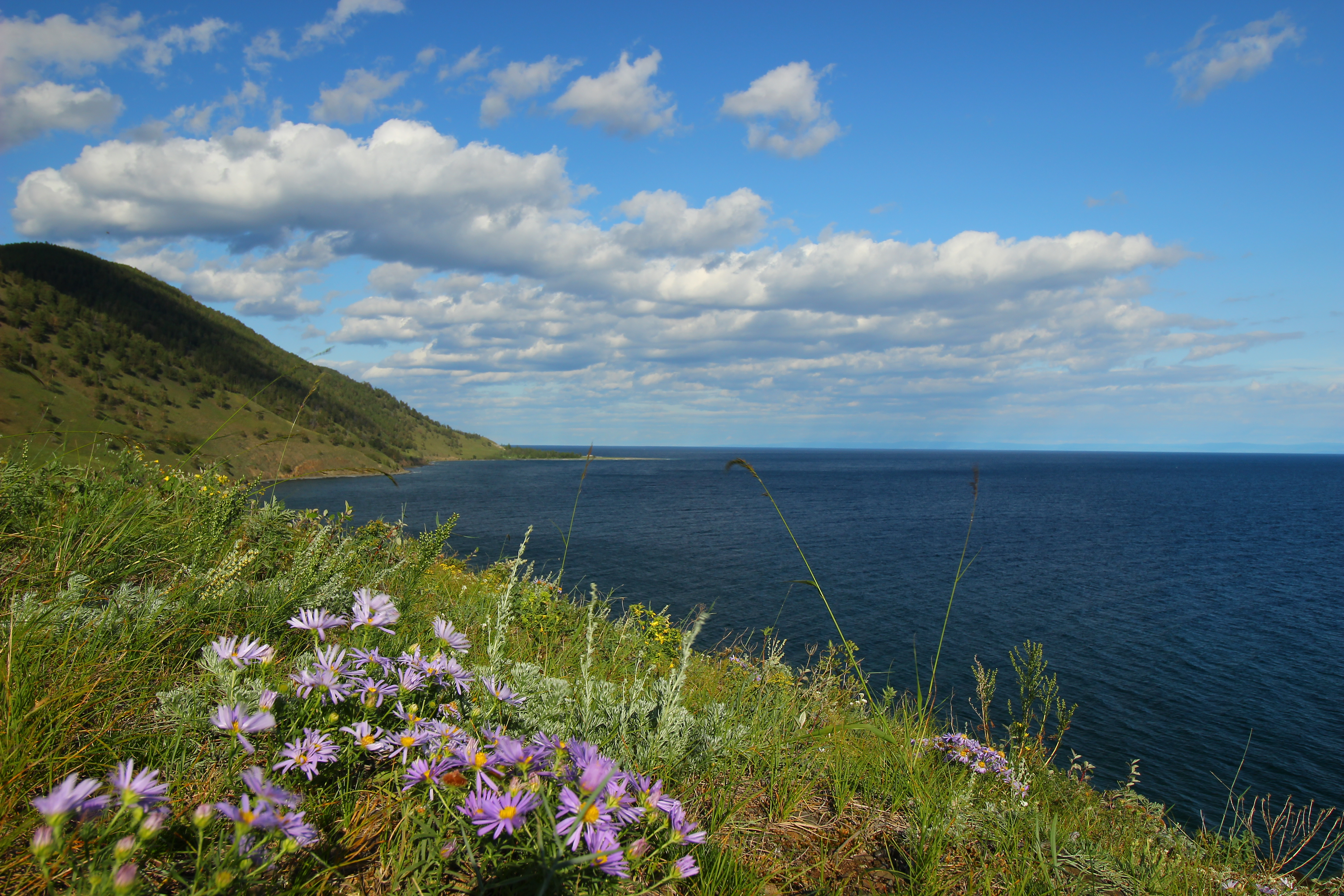
Цветущее побережье Байкала
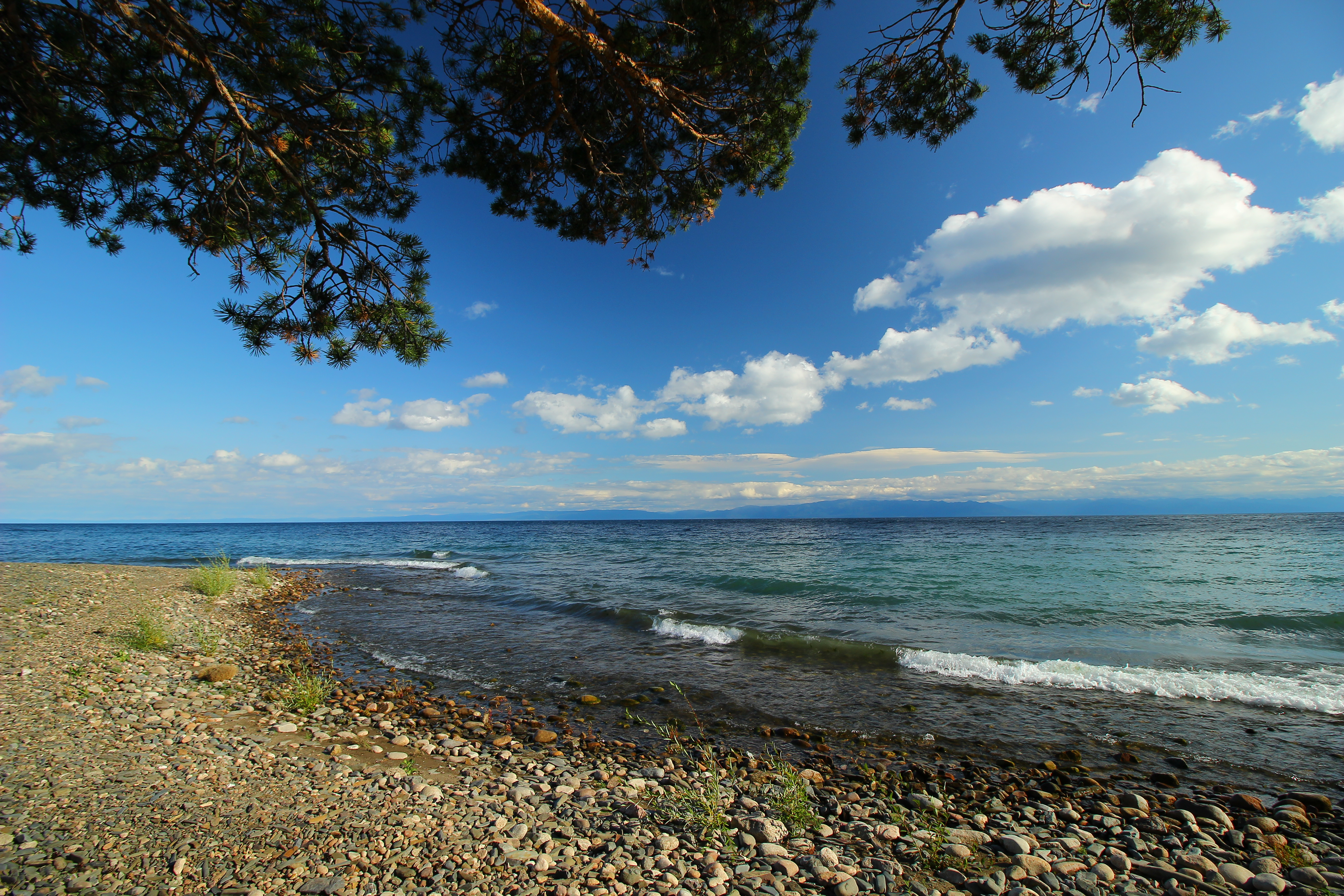
Байкал
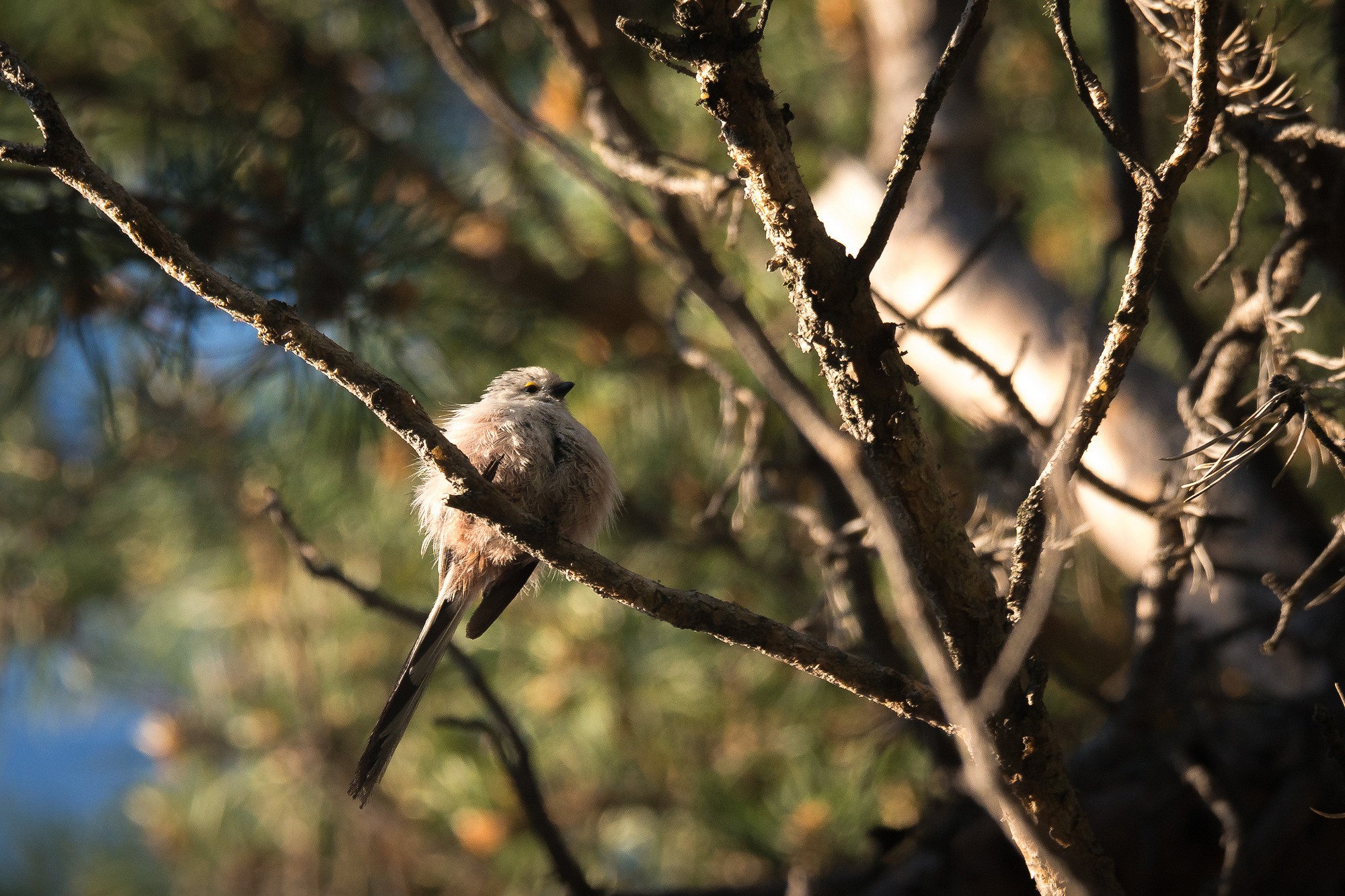
Птенец
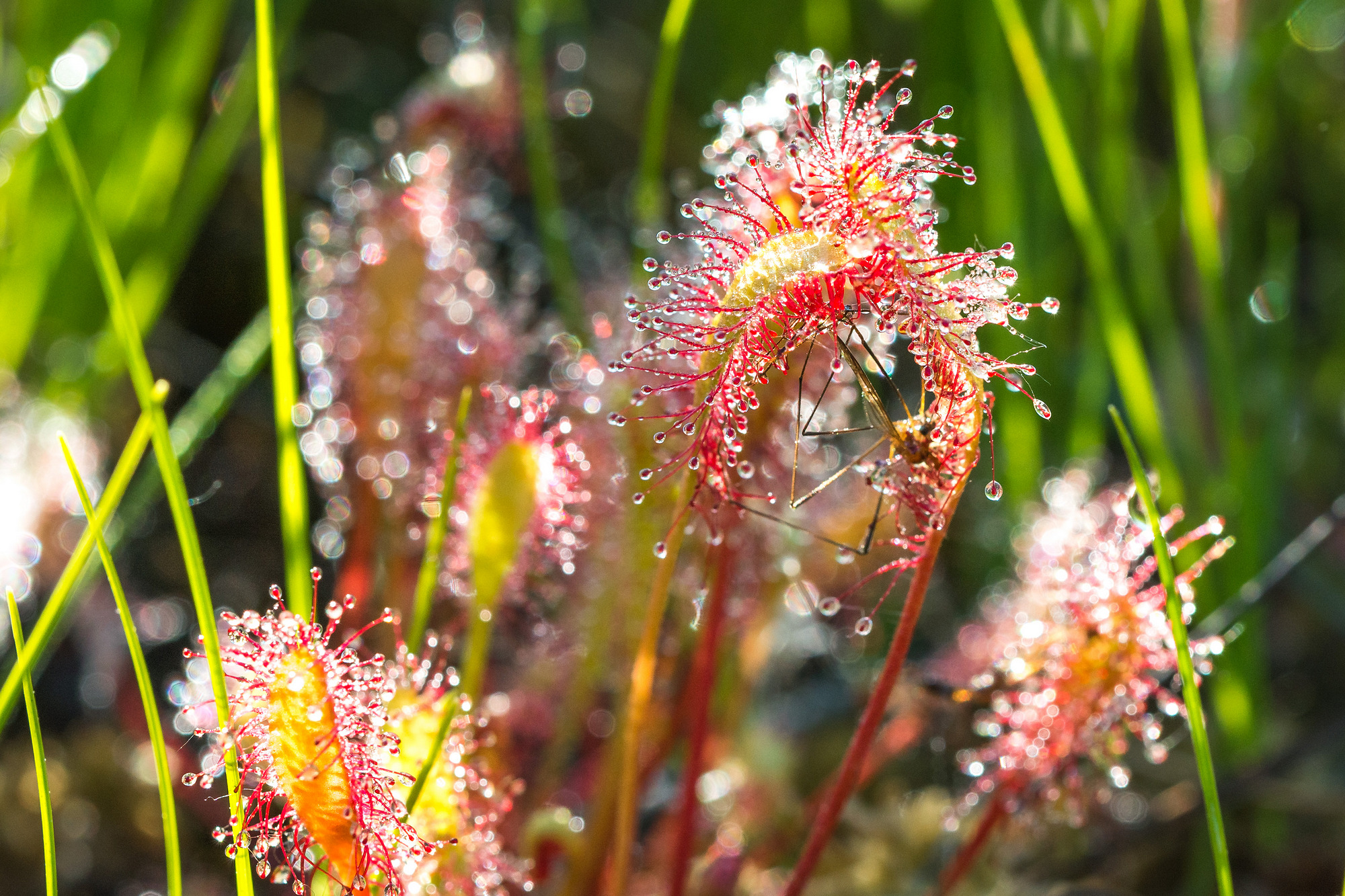
Росянка